# شت. یوهان (رویتلینگن)
شت. یوهان (رویتلینگن) (به آلمانی: St. Johann) یک شهر در آلمان است که در رویتلینگن واقع شده‌است.